# Podjele
Podjele su naseljeno mjesto u općini Busovača, Federacija Bosne i Hercegovine, BiH.
Nalazi se južno od Busovače, iznad doline Kozice, pritoke Lašve.

## Stanovništvo

### 1991.
Nacionalni sastav stanovništva 1991. godine, bio je sljedeći:
ukupno: 229
- Srbi - 145
- Hrvati - 72
- Muslimani - 8
- Jugoslaveni - 3
- ostali, neopredijeljeni i nepoznato - 1

### 2013.
Nacionalni sastav stanovništva 2013. godine, bio je sljedeći:
ukupno: 81
- Hrvati - 56
- Srbi - 19
- Bošnjaci - 4
- ostali, neopredijeljeni i nepoznato - 2